# Furcifer labordi
Furcifer labordi (Grandidier, 1872) è un piccolo sauro della famiglia Chamaeleonidae, endemico del Madagascar.

## Conservazione
La IUCN Red List classifica F. labordi come specie vulnerabile.
La specie è inserita nella Appendice II della Convention on International Trade of Endangered Species (CITES).